# Ramas Uruschadse
Ramas Pawlowitsch Uruschadse (russisch Рамаз Павлович Урушадзе,  georgisch რამაზ ურუშაძე; * 17. August 1939 in Batumi, Georgische SSR; † 7. März 2012) war ein sowjetisch-georgischer Fußballspieler.

## Sportlicher Werdegang
Uruschadse spielte bis 1960 für Dinamo Tiflis, anschließend lief der Torwart für Torpedo Kutaissi auf. Nach seiner Rückkehr zu Dinamo Tiflis 1965 war er noch bis 1971 aktiv. 
Ab Oktober 1963 war Uruschadse Nationalspieler in der Nationalmannschaft der UdSSR: Nach seinem Debüt gegen Italien im Achtelfinalhinspiel der Europameisterschaft 1964 gehörte er auch im folgenden Jahr als Ersatzmann von Lew Jaschin zum Kader, an dem Konkurrenten kam er jedoch nicht vorbei und bestritt insgesamt nur zwei Länderspiele. Nach der 1:2-Endspielniederlage gegen Spanien wurde er Vize-Europameister. Kurz zuvor war er als Torhüter mit der Olympiamannschaft an der Deutschland repräsentierenden DDR-Auswahlmannschaft gescheitert, als sich die Mannschaften zweimal 1:1-Unentschieden trennten und die ostdeutsche Mannschaft sich in einem Entscheidungsspiel, in dem Uruschadse nicht zwischen den Pfosten stand, mit einem 4:1-Erfolg durchsetzte.
Uruschadses 2019 verstorbener Sohn Sasa Uruschadse reüssierte als Regisseur und Drehbuchautor.